# Sciuroleskea roseorum
Sciuroleskea roseorum là một loài Rêu trong họ Stereophyllaceae. Loài này được (R.S. Williams) W.R. Buck miêu tả khoa học đầu tiên năm 1981.